# دنگ شو
دنگ شو نام گروه موسیقی تلفیقی ایرانی است.

## تاریخچه
در سال ۱۳۸۳، رضا شایا و طاها پارسا، دو برادر ایرانی (فرزندان علیرضا شجاع نوری)، با ایدهٔ تشکیل یک گروه موسیقی با نگرش تازه به ترانه‌های ایرانی و موسیقی مردمی ایران، مطالعات و جستجوهای خود را در این زمینه در کنار فعالیت‌های اصلی خود، آغاز کردند. در آن زمان رضا شایا دانشجوی رشتهٔ حقوق بود و طاها پارسا پس از به پایان رساندن درس خود در رشتهٔ طراحی شهری به صورت حرفه‌ای مشغول ساخت فیلم و دیگر فعالیت‌های سینمایی و تلویزیونی بود. در سال ۱۳۸۵ با کامل‌تر شدن ایده‌ها، «دنگ شو» به عنوان نام گروه انتخاب شد و به عنوان گروه موسیقی ثبت رسمی گردید.

## انتخاب نام
این موضوع در واقع به علت دور از ذهن بودن این نام (و تا حدودی لوگوی گروه به همراه نوشتار انگلیسی آن) مورد بحث بسیاری از برنامه های گفت و گو محوری بوده که گروه دنگ شو در آن حضور داشته، بار ها در «خندوانه»، «دورهمی»، «برنامه با کامبیز حسینی» راجع به آن صحبت شده. طاها پارسا در گپ و گفتی با مجله پلاک ۵۲ دربارهٔ نام گذاری این گروه می‌گوید:
اما اینکه چرا ما این نام را انتخاب کردیم و با وجود اینکه تا حدودی دور از ذهن است از آن استفاده می‌کنیم، باید به این موضوع اشاره کنم که مفهوم واژه دنگ که به معنی بی‌خبرشدن و مست‌شدن است، برای ما بسیار اهمیت دارد. جدا از اینکه ما در آثارمان استفاده زیادی از ادبیات کلاسیک پارسی به خصوص اشعار مولانا انجام می‌دهیم، برای نام‌گذاری گروه نیز به سراغ یکی از اشعار مولانا رفتیم و این نام را وام گرفتیم.— طاها پارسا
همچنین در مصاحبه با شبکه ایران اینترنشنال، طاهاپارسا ادعا میکند این نام در واقع به او به گونه ای وحی شده است

### آلبوم شیراز چهل ساله
برادران شجاع نوری پیش از تاسیس دنگشو و انتشار آلبوم و قطعه بصورت رسمی، بصورت اجرا های کوچک و خودمانی فعالیت میکردند، و حتی پیش تر با نام گروه هال، اقدام به ساخت موسیقی فیلم کرده بودند. اما کنسرت های نخستین کنسرت رسمی گروه در فرهنگسرای ارسباران تهران برگزار شد؛ که با استقبال ویژه شنوندگان و مطبوعات روبرو شد. در سال ۱۳۸۷ ضبط اولین آلبوم رسمی گروه در تهران آغاز شد و هم‌زمان، دنگ شو به برگزاری اجراها، حضور در مجامع هنری و جشنواره‌ها مبادرت می‌ورزید. پس از پایان میکس و مسترینگ در استودیو صبا توسط کاوه عابدین و شایا شجاع نوری، در سال ۱۳۸۹ این آلبوم با نام «شیراز چل ساله» توسط شرکت بماهنگ منتشر شد و در آمازون در ژانر موسیقی آوانگارد به عنوان پرفروش‌ترین آلبوم‌ معرفی گردید. در آلبوم «شیراز چل ساله» طاها پارسا و امید نعمتی و سپنتا مجتهدزاده خوانندگی، آیدین آغداشلو و رؤیا نونهالی دکلمه‌های آلبوم را بر عهده داشتند و غزل شاکری همخوان این آلبوم بود. استقبال ویژه شنوندگان از اولین آلبوم گروه دنگ شو در سرتاسر جهان و در خواست برای بر گزاری کنسرت موجب شد دنگ شو تور دور دنیای «شیراز چل ساله» را از ابتدای سال ۱۳۹۰ آغاز کند. طاها پارسا در مصاحبه ای با شبکه ایران اینترنشنال از نظر خود این آلبوم را موفق ترین اثر گروه نامید.

گروه زمان انتشار اصلی «شیراز ۴۰ ساله» در سال ۸۹ به علت عدم کسب مجوز از وزارت ارشاد از انتشار آن در ایران ناکام ماند، اما پس از گذشت ۱۰ سال نهایتا گروه موفق به دریافت مجوز شدند. سرانجام این آلبوم به طور رسمی سال ۱۳۹۷ با نام «شیراز» و کاور آرت متفاوت به نسخه اصلی بدون هیچ تغییری در قطعات منتشر شد. دنگ شو به مناسبت انتشار این آلبوم متنی در صفحه اختصاصی اینستاگرام خود به اشتراک گذاشت که بدین شرح است:
“با آنکه زمان به عقب بر نمى گردد و سالهاى هیجان جوانى در انتظار گرفتن مجوز انتشار ” شیراز ، چل ساله ” گذشت، با این حال امروزخوشحالیم که آلبوم ” شیراز، چل ساله” بعد از این سالها و به نام ” شیراز” در همه جاى ایران منتشر شده است.
بى عشق نگشاید گره…”

### آلبوم دلتنگ شو
حدود یک سال بعد گروه، «دلتنگ شو» را منتشر کرد. که در آن علی زند وکیلی به عنوان خوانندهٔ جدید گروه معرفی شد، و پس از آن اجراهای متعددی را در تهران، شیراز و اصفهان به روی صحنه رفت. جدای از ترک های سینگل گروه این نخستین باری که برادران شجاع نوری علاقه خود را به تغییر و دخالت افکت های الکترونیک را به رخ کشیدند. در این آلبوم دارا دارایی (که دو سال بعد از انتشار این آلبوم گروه داماهی را تاسیس کرد) به عنوان نوازنده بیس حضور دارد و کاوه عابدین همچنان نقش تنظیم کننده را به عهده دارد. خشایار روانگر به عنوان درامر به گروه اضافه می شود و به عنوان درامر ثابت گروه باقی می ماند. صبا صمیمی هم در کنار برادران شجاع نوری به عنوان یکی از اصلی ترین کاراکتر های دنگ شو کماکان حضور پررنگ دارد. در واقع می توان گفت اولین آلبومی که بند حاضر در ضبط آن تقریبا بند اصلی بوده، دلتنگ شو بوده. چرا که بند حاضر در شیراز چهل ساله به کلی متفاوت است. در دلتنگ شو اشعاری از مهدی اخوان ثالث و طاها پارسا حضور دارند. گروه دنگ شو مدت طولانی پیش از انتشار این آلبوم در ایران ممنوع الکار بود که گفته می شود به علت سیاه نمایی در اشعار آن ذکر شده بود، البته این موضوع قویا توسط اعضای گروه تکذیب شد. در این دوران فعالیت های گروه بصورت اجراهای پژوهشی محدود بود، که شامل قطعاتی میشد که اغلب هرگز منتشر نشدند.

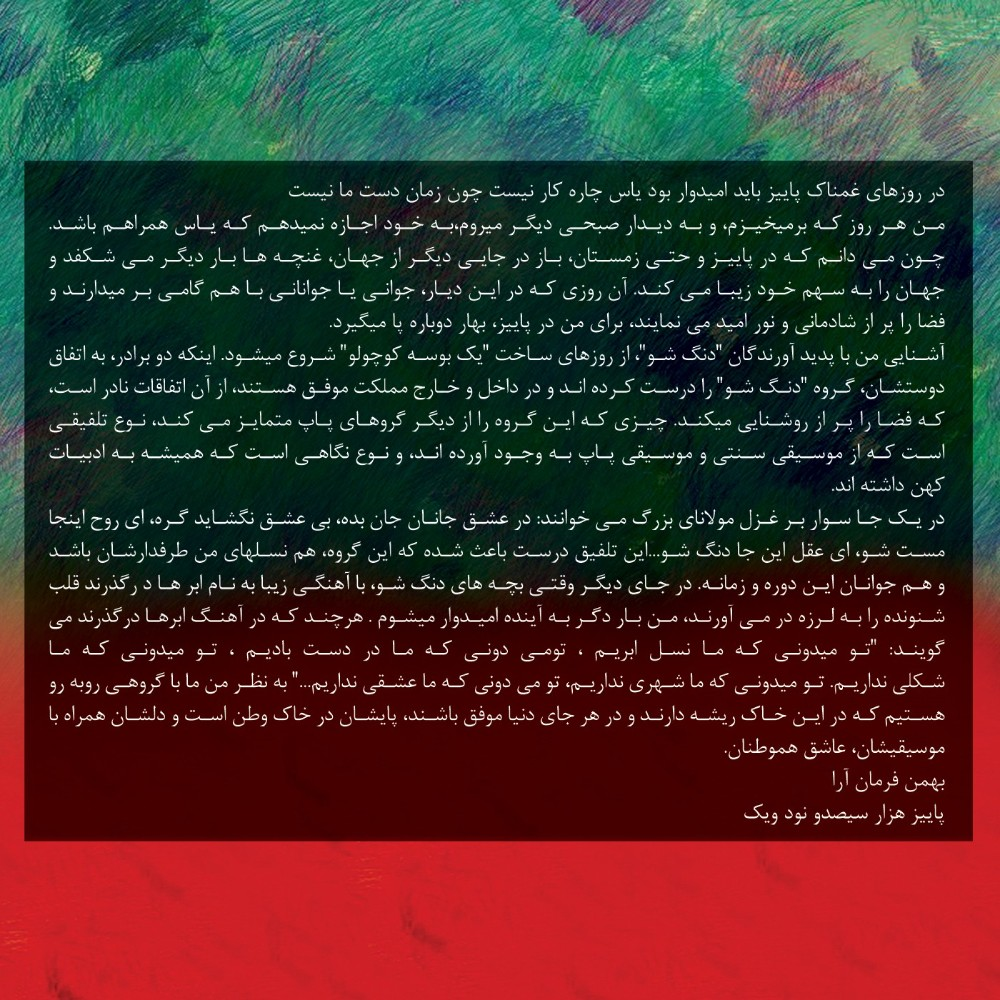
یادداشت بهمن فرمان آرا درباره آلبوم دلتنگ شو

قطعه دنگ شو که در آلبوم شیراز چهل ساله با تنظیمی به صورت تقریبا سنتی حضور داشت در این آلبوم با تنظیمی متفاوت و افکت های فراوان الکترونیک حضور دارد، به گونه ای که می توان گفت گیتار بیس در این آلبوم نقش پررنگ تری را ایفا میکند، در اگر چه این آلبوم با استقبال کافی طرفداران مواجه نشد، ولی تجربه گروه در تلفیق آواز و موسیقی ایرانی با تنظیم های نوآورانه زمینه ساز موفقیت آلبوم بعدی گروه شد. 
دنگ شو از ابتدا فعالیتش، در ساخت موسیقی متن فیلم، با سینما در ارتباط بوده است. تا پایان سال ۱۳۹۶، چند فیلم ایرانی و غیر ایرانی با موسیقی دنگ شو روی پرده سینماها رفته است یا از تلویزیون پخش شده است. پر رنگ ترین این فعالیت ها میان دو آلبوم دلتنگ شو و اتاق گوشواره صورت گرفت. از جمله آنان تیتراژ سریال های دزد و پلیس، پژمان و شمعدونی بوده. آنها برای کارگردانهای بسیاری از جریان اصلی سینمای ایران موسیقی فیلم نوشته‌اند که از جمله آنها می‌توان به کمال تبریزی (برای موسیقی فیلم دونده زمین)، ایرج کریمی، سروش صحت و بهمن فرمان آرا نام برد.

### آلبوم اتاق گوشواره
در سال ۹۳ آلبوم سوم دنگشو به نام اتاق گوشواره منتشر شد که نسب به دو آلبوم قبلی نزدیکی بیشتری با موسیقی شرقی دارد. در این آلبوم از سروده‌های مولانا، سعدی، عارف قزوینی، فریدون مشیری و سیمین بهبهانی استفاده شده و علی زند وکیلی و سعید آتانی نیز خوانندگی این اثر را بر عهده داشتند. در قطعات دنگ شو حلوا و تنظیم این آلبوم همانند سه آلبوم پیشین بر عهده کاوه عابدین بوده است. گفته می شود این آلبوم محبوب ترین اثر این گروه میان مخاطبان محسوب می شود. قطعه نخستین آلبوم «دنگ شو» نام دارد که علاوه بر تنظیم، ملودی اصلی و حتی قسمتی از متن آن با دو آلبوم پیشین بطور کلی متفاوت است، آلبوم ضرباهنگ تندی دارد که در قطعات «بی خوابی»، «ماهی ها» و «پایان» از آن کاسته می شود. قطعات «یار بیگانه نواز» و «دلبند» هم هر دو در واقع بازخوانی قطعاتی قدیمی با همین نام از غلامحسین بنان و محمدرضا شجریان می باشند. استقبالی که در پس این آلبوم شکل گرفت، دنگ شو نام گروه را دوباره زنده و آن را احیا کرد.

### آلبوم مد و نای
دنگ شو در دوم شهریور ۹۴ با انتشار قطعه «باد گنهکار» همکاری‌اش با میلاد باقری را آغاز کرد و دوم شهریور ۹۶ اولین آلبوم خود با خوانندگی او را با نام مَدّ وَ نایْ منتشر کرد. مد و نای دومین آلبوم استودیویی گروه موسیقی ایرانی دنگ شو است که در تاریخ ۲ شهریور ۱۳۹۶ منتشر شد. این آلبوم به عنوان چهارمین اثر گروه شناخته می‌شود و شامل ترکیبی از موسیقی سنتی و الکترونیک است. انتشار آلبوم "مد و نای" با تأخیرهایی همراه بود. در این مدت، گروه دنگ شو چندین تک‌آهنگ از آلبوم را به صورت جداگانه منتشر کرد که شامل قطعاتی چون "چی زی" و "خطا کردم" بود. همچنین، موزیک‌ویدیویی با دکلمه آیدین آغداشلو پیش از انتشار آلبوم منتشر شد که توجهات زیادی را جلب کرد. مدیر برنامه‌های گروه، حمید خسرو بیگی، اعلام کرد که آلبوم در تاریخ ۱۰ مرداد ۱۳۹۶ در دسترس علاقه‌مندان قرار خواهد گرفت و مراسم رونمایی آن در تاریخ ۱۳ مرداد برگزار خواهد شد.
مراسم رونمایی آلبوم "مد و نای" با حضور چهره‌های برجسته‌ای از دنیای موسیقی و هنر برگزار شد. امید نعمتی (خواننده پیشین گروه) و فردین خلعتبری از جمله این افراد بودند. پس از انتشار، آلبوم "مد و نای" با استقبال خوبی از سوی طرفداران و منتقدان مواجه شد. این آلبوم به دلیل استفاده از افکت‌های الکترونیکی و تنظیمات جدید، به عنوان یکی از متفاوت‌ترین آثار گروه دنگ شو در سال‌های اخیر شناخته شد. شایا شجاع نوری و کاوه عابدین در تنظیم این آلبوم به کلی فضای دنگ شو را تغییر دادند.
آلبوم "مد و نای" نه تنها به حفظ هویت موسیقی سنتی دنگ شو کمک کرد، بلکه با افزودن عناصر جدید، به گسترش دامنه شنیداری این گروه نیز انجامید. این آلبوم نشان‌دهنده تلاش گروه برای نوآوری در موسیقی ایرانی و جذب نسل جدیدی از شنوندگان است. دنگ شو بابت مدونای در پنجمین جشنواره موسیقی ما برنده جایزه بهترین آلبوم در ژانر موسیقی تلفیقی به انتخاب مردم شد.
در سال ۱۳۹۸، برای اولین بار یک عضو خوانندهٔ زن، مهناز راد، به گروه ملحق شد. این گروه تا کنون تعداد زیادی اجرا در شهر تورنتو و ونکور کانادا داشته است.

### دنگشو و زن زندگی آزادی
گروه موسیقی دنگ‌شو در دوره خیزش «زن، زندگی، آزادی» که از شهریور ۱۴۰۱ پس از جان‌باختن مهسا امینی آغاز شد، به عنوان یکی از گروه‌های فعال موسیقی معاصر ایران، نقش حمایتی و همراهی فرهنگی با این جنبش را ایفا کرد. دنگ‌شو در این دوره با انتشار آثار و اجرای کنسرت‌هایی که پیام‌های مرتبط با آزادی، حقوق زنان و اعتراض به سرکوب را دربر داشت، به بیان صدای اعتراض نسل جوان پرداخت. این گروه با ترکیب موسیقی تلفیقی و اشعار معنادار، تلاش کرد تا فضای موسیقی اعتراضی را در حمایت از خیزش «زن، زندگی، آزادی» تقویت کند. همچنین، اعضای دنگ‌شو در گفتگوها و مصاحبه‌ها بر اهمیت نقش زنان در این جنبش و ضرورت تغییرات اجتماعی تأکید کردند. مجموعه کنسرت های دنگشو در لولا لانژ جدای از فضای خود دنگشو شامل قطعاتی انقلابی مرتبط با این موضوع می شد. از قطعات دنگ شو در این دوران می توان به «ضحاک»، «زلف های انقلابی» (که بعد ها با نام دلم دلم دلم منتشر شد) نام بود.
دنگ شو در جشنواره‌هایی از جمله جشنواره فیلم فجر، جشنواره تیرگان و جشنواره ترمه نیز اجرا داشته است که با تحسین منتقدان همراه بوده است.

## اعضا

### اعضای کنونی
اعضای دنگشو به دلایل نامعلوم این گروه را ترک کرده‌اند و بر خلاف گذشته که هر شخص در گروه نقش ثابتی داشت، در حال حاضر کل گروه بر پایه حضور صرف برادران شجاع نوری است و باقی نوازنده‌ها و خواننده‌ها صرفاً حالت مهمان دارند و در هر اجرا و هر قطعه تغییر می‌کنند. به ویژه اینکه در حال حاضر نقش و حضور سکسوفون به عنوان یکی از سازهای اصلی و نمادین دنگشو به طرز قابل توجهی کاهش پیدا کرده.
- رضا شایا شجاع نوری
- طاها پارسا شجاع نوری
- شهریار سیاوش

### دیگر همراهان دنگ شو
دنگ شو از ابتدا، با هنرمندان دیگری نیز همکاری داشته است. صبا صمیمی (نوازنده تنبک و سازهای کوبه ای)، خشایار روانگر، جان کالدس، اسحاق چگینی، لیون درزیباشیان، روزبه اسفندارمز، آبتین یغماییان، پدرام حاجی باشی (درامز)، سام مظاهری، دارا دارایی، صالح زارعی، کسری سبکتکین، بابک ریاحی پور، داریوش دهقانی آذر (گیتار بیس)، کاوه عابدین، علی کیانیان (طراح صدا) و کیمیا روانگر (معروف به میا پلیز، طراح گرافیک‌های آلبوم اتاق گوشواره) از جمله این هنرمندان هستند.
تا کنون نام‌هایی مانند علی زندوکیلی، ابوذر صفاریان، امید نعمتی، سپنتا مجتهدزاده، میلاد باقری، شهریار سیاوش، افشین خواجه نژاد به عنوان ترانه‌سرا، و سعید آتانی، امین هدایتی، هنگامه قاضیانی، غزل شاکری آناهیتا دری، مهناز راد، شهریار سیاوش به عنوان خواننده توسط دنگ شو به شنوندگان موسیقی در ایران معرفی شده‌اند. همچنین اشکان چگینی طراح ویدیوهای کنسرت و طراحی گرافیک آلبوم مد و نای را نیز بر عهده داشت. جدایی میلاد باقری و دنگ شو از یکدیگر هنوز به‌طور رسمی اعلام نشده است اما در آخرین اجرای دنگ شو در سال ۲۰۲۲ خارج از کشور میلاد باقری گروه را همراهی نکرد. حمید خسروبیگی، مدیر برنامه‌های دنگ شو، تا پیش از مهاجرت دنگ شو، مدیریت این گروه را بر عهده داشت.
در این گزارش خبرنگاری مهر در سال ۹۵ (پیش از جدایی میلاد باقری از گروه) طاها پارسا در مورد علت جدایی خوانندگان از این گروه توضیحاتی می‌دهد:
سپنتا مجتهدزاده از جمله خوانندگانی بود که ابتدا با گروه «دنگ‌شو» همراه بود. او در آن زمان به ما پیشنهاد داد که سازهای تار و کمانچه را به ارکستر اضافه کنیم ضمن اینکه ما هم بر سر ماجرای ریتم و خوانش او با ارکستر حین اجرای برنامه مشکل داشتیم که متأسفانه نه مشکل سازها حل شد و نه او توانست بر سر ریتم با ما هماهنگ شود. به همین دلیل از هم جدا شدیم ولی امیدوارم هم‌اکنون وی که با فردین خلعتبری همکاری‌هایی دارد در کارش موفق باشد. در مورد امید نعمتی هم باید بگویم صدای امید در اوج زشت می‌شود که شاید این دلیلی برای قطع همکاری ما با وی باشد. دربارهٔ ماجرای علی زندوکیلی هم باید به این نکته اشاره کنم که در زمانی که ما ممنوع‌الکار بودیم، نتوانستیم به او پول بدهیم و همین موضوع باعث شد که نتوانیم در کنار علی زند وکیلی همکاری‌هایی داشته باشیم. به اعتقاد من علی پتانسیل‌های زیادی برای خواننده بودن دارد که می‌تواند فارغ از این چارچوب به آن بپردازد اما من فکر می‌کنم هم‌اکنون انتخاب این جنس صدا برای علی به خاطر شرایط اقتصادی است که او فعلاً ترجیح می‌دهد در این جایگاه حضور داشته باشد. دربارهٔ ماجرای جدایی امین هدایتی هم باید بگویم زمانی که علی اوجی مدیر برنامه‌های گروه بود با او قرارداد نبست و او هم از این ماجرا خسته شد و چون دید هشت ماه از رفع ممنوع‌الکاری ما خبری نیست گروه را ترک کرد. سعید آتانی در کنسرت آنلاینی که در تالار اندیشه حوزه هنری برگزار شد به جهت پوشش لباس ما را سورپرایز کرد و همین موضوع موجب شد تا ما دیگر نتوانیم در کنار او حضور داشته باشیم، کما اینکه از مدت‌ها قبل این نوع بی‌انگیزگی در سعید وجود داشت که باعث قطع همکاری ما با او شد.— طاها پارسا در نشست خبری دنگشو، خبرگزاری مهر

### آلبوم پنجم با نام «بهتر از درک و سکون»
بنا بر مطلب ارائه شده در کانال دنگ شو در تلگرام در سال ۱۳۹۹ قرار بود این گروه آلبوم پنجم خود را منتشر کند. بسیاری از قطعات این آلبوم ابتدا با صدای مهناز راد تنظیم شده بودند، که جدایی این خواننده از گروه موجب تاخیر در انتشار این آلبوم شد. طی این دوران گروه دنگ شو تعداد اندکی کنسرت پراکنده بدون حضور بند برگزار کرد. طاهاپارسا در این دوران لایو های گفت و گو محور در صفحه اینستاگرام دنگ شو را آغاز کرد. اخباری در این دوران مبنی بر اعتیاد وی منتشر شدند که سرانجام منتهی به فحاشی های وی در یکی پست نسبت به فارسی زبانان و در نهایت یکی از لایو ها بصورت برهنه شد. پس از این لایو شایا شجاع نوری در کانال تلگرامی دنگ شو صحبت هایی درباره اتفاقات رخ داده انجام داد و بدون عذرخواهی پرونده این ماجرا بسته شد. 
پس از گذشت مدت ها دنگ شو در این دوران تک قطعه ای با نام «شدی با من» که ساخت آن مربوط به سال ها پیش بود را اجرا و منتشر کرد و مدت ها به سکوت رفت. اوایل سال ۱۴۰۳ پس از مدت ها صفحه اینستاگرام دنگشو اقدام به انتشار چند موزیک ویدیو از کنسرت های قدیمی و در نهایت موزیک ویدیو قطعه دنگ شو کرد (موزیک ویدیو این قطعه سال 2014 ساخته شده بود ولی منتشر نشده بود). خبر ها حاکی از بازگشت گروه دنگ شو بود تا اینکه طاهاپارسا در صفحه دنگشو عکسی از خودش و برادرش با قسمتی از شعر قطعه اول آلبوم دلتنگ شو منتشر کرد: "قصه همین شد، ما شهری نداریم پس عشقی نخواهیم، یاری نگیریم". چند ماه بعد قطعه الکترونیک-راک Up In Flames در سکوت در صفحه ساندکلاود این گروه منتشر شد که بشدت در تعارض با فرهنگ قدیمی دنگشو قرار داشت. دکلمه های این قطعه (ظاهرا به یاد دکلمه های قدیمی آیدین آغداشلو و رویا نونهالی توسط مایکروسافت نریتور ساخته شده بودند!) 
مدتی بعد گروه تیزری با تنظیم جدید از قطعه «ماهی ها» در رابطه با کنسرت جدید در شهر مونیخ منتشر کرد و ذکر کرد که در این کنسرت از خواننده جدید خود رونمایی خواهند کرد. در این کنسرت طاهاپارسا به علت اینکه اداره پست کانادا اشتباها پاسپورت او را ارسال نکرده بود، نتوانست حضور بیابد و شایا شجاع نوری و شهریار سیاوش (خواننده جدید و نوازنده تار و تمبک) به تنهایی اجرا را انجام دادند. طاها پارسا در نهایت پس از این اجرا با انتشار پستی در صفحه اینستاگرام خود خبر داد که به زودی آلبوم پنجم گروه دنگشو با حضور شهریار سیاوش به نام «بهتر از درک و سکون» منتشر خواهد شد و فصل جدید گروه دنگ شو با فعالیت ها و کنسرت های تازه از سر گرفته خواهند شد. سر انجام این آلبوم به صورت تک قطعه های جدا از هم و نهایتا بطور کامل در سال ۱۴۰۴ منتشر شد و خبر رونمایی آن اولین بار در برنامه روک لایو ۴ منتشر شد. این آلبوم توسط اشکان نراقی و شایا شجاع نوری تنظیم شده و به نسبت آلبوم های پیشین صدا های آکوستیک حضور کم رنگی دارند. طاهاپارسا خوانندگی اغلب قطعات این آلبوم را به تنهایی به عهده دارد و سکسوفون و پیانو و تنبک که ساز های نمادین دنگشو به حساب می آمدند حضور بسیار کمی در این آلبوم دارند.

## آهنگ‌شناسی

### آلبوم‌ها
| آلبوم‌ها                                       | آلبوم‌ها    | آلبوم‌ها         |
| --------------------------------------------- | ---------- | --------------- |
| نام آلبوم                                     | سال انتشار | ناشر            |
| شیراز چل ساله                                 | ۱۳۸۸       | رهگذر هفت اقلیم |
| دلتنگ شو                                      | ۱۳۹۱       | رهگذر هفت اقلیم |
| اتاق گوشواره                                  | ۱۳۹۳       | آوای باربد      |
| مد و نای                                      | ۱۳۹۶       | آوای فروهر      |
| شیراز (آلبوم شیراز چل ساله پس از دریافت مجوز) | ۱۳۹۷       | مرکز موسیقی رها |
| به تر از درک و سکون                           | ۱۴۰۴       | مستقل           |

### موسیقی فیلم و سریال
| نام               | توضیحات                                            |
| ----------------- | -------------------------------------------------- |
| باغ‌های کندلوس     | (فیلم) (با نام گروه موسیقی هال) (ایرج کریمی، ۱۳۸۳) |
| من و نگین دات کام | (فیلم) (با نام گروه موسیقی هال) (حسین قناعت، ۱۳۸۲) |
| دونده زمین        | (فیلم) (کمال تبریزی، ۱۳۸۹)                         |
| ضدگلوله           | (فیلم) (مصطفی کیایی، ۱۳۹۰)                         |
| دزد و پلیس        | (سریال) (با نام دنگ خوانی) (سعید آقاخانی، ۱۳۹۱)    |
| پژمان             | (سریال) (با نام دنگ خوانی) (سروش صحت، ۱۳۹۱)        |
| شمعدونی           | (سریال) (با نام دنگ خوانی) (سروش صحت، ۱۳۹۴)        |

### نماهنگ‌ها
| نام                     | توضیحات                                                                                    |
| ----------------------- | ------------------------------------------------------------------------------------------ |
| لالایی ارواح            | از مجموعه اجراهای کنسرت ارسباران                                                           |
| مسیحای امروز            | مانند مورد قبلی                                                                            |
| دامن کشان               | مانند مورد قبلی                                                                            |
| چه خواهد بودن           | بر اساس تصاویر کنسرت‌های گذشته                                                              |
| سارایوو                 |                                                                                            |
| غزلی از مولانا          | موزیک ویدیوی قطعه دنگ شو از آلبوم شیراز چهل ساله، بر اساس تصاویری از آثار از آیدین آغداشلو |
| خطا کردم                | ساخته شده به روش پویانمایی استاپ موشن                                                      |
| چی‌زی                    | اولین پخش از برنامه فرمول یک، شبکه یک                                                      |
| خورشید می‌شوم            | ویژه برنامه یک یک، تحویل سال نو، شبکه یک                                                   |
| حبّآب                    | به کارگردانی سام مظاهری                                                                    |
| آواز شب                 | به کارگردانی امیرحسین ترابیان                                                              |
| به کام و خام            | مانند مورد قبلی                                                                            |
| بند و بلا               | پویانمایی بر اساس طراحی‌هایی از تارا طاهری                                                  |
| نک ناز                  | مانند مورد قبلی                                                                            |
| موزیک ویدیوی قطعه دنگشو | از آلبوم اتاق گوشواره (پویانمایی به کارگردانی جعفر پاشایی)                                 |
| جاوید ایران             | معروف به سرود ملی دنگ شو                                                                   |
| The Anger of a Tear     | اجرای زنده در استودیوی رک مدیا                                                             |
| بر پا                   | کنسرت زنده در کافه lula lounge                                                             |
| رقص یلدا                | پویانمایی                                                                                  |
| این نیز بگذرد           | اولین پخش از شبکه ایران اینترنشنال                                                         |
| کنسرت خانگی دنگشو       | نوروز ۱۴۰۰، بی‌بی‌سی فارسی                                                                   |
| Up In Flames            | لیریک ویدیو                                                                                |
| دلم دلم دلم             | لیریک ویدیو                                                                                |
| The Best                | لیریک ویدیو                                                                                |
| ای درد، ای یاد، ای یار  | لیریک ویدیو با تصاویری از فیلم هامون به یاد داریوش مهرجویی و خسرو شکیبایی                  |

### تک‌آهنگ‌ها
| نام                   | توضیحات |
| --------------------- | --- |
| ای درد ای یاد یار     | با تکخوانی سپنا مجتهدزاده |
| مرا روی پیانو ببوس    | با همراهی امید نعمتی |
| شب‌های تهران           | با همراهی سعید آتانی |
| کودک شو               | قسمتی از کنسرت دنگشو برای کودکان سرطانی، با همراهی امید نعمتی                                                                                      |
| نامه‌های اسفند         | با همراهی سعید آتانی |
| گرم بخند              | با همراهی سپنتا مجتهدزاده |
| آتش و باد             | تیتراژ سریال دزد و پلیس، با همراهی علی زندوکیلی |
| آخر قصه               | تیتراژ سریال پژمان، با همراهی علی زندوکیلی |
| یه شهر دور            | تیتراژ سریال شمعدونی، با همراهی سعید آتانی |
| سارایوو               | با همراهی امید نعمتی |
| دا                    | با همراهی سپنتا مجتهدزاده |
| باد گنهکار            | اولین قطعه با همراهی میلاد باقری |
| حبّآب                  | با همراهی میلاد باقری |
| خوشتر از              | به همراهی پویاوا و میلاد باقری |
| آواز شب               | با همراهی میلاد باقری |
| کام و خام             | با همراهی میلاد باقری |
| تلاطم                 | با همراهی میلاد باقری |
| دیدار                 | با همراهی میلاد باقری |
| یه شب پشت در          | با همراهی میلاد باقری |
| این نیز بگذرد         | اولین قطعه با صدای رضاشایا |
| خام خیالی             | اولین قطعه با همراهی مهناز راد |
| بند و بلا             | با تکخوانی طاهاپارسا |
| نک ناز                | با همراهی مهناز راد |
| سَکس در معبد پرندگان   | با تکخوانی طاهاپارسا |
| جاری از جنون          | با همراهی مهناز راد |
| باز همه محو تماشای تو | با صدای طاهاپارسا، کمانچه سینا اتحاد، پیانو رضاشایا و دف نعیم چرخان                                                                                |
| شدی با من             | قطعه قدیمی دنگشو، با صدای طاهاپارسا و پیانوی رضاشایا                                                                                               |
| ضحاک                  | با صدای طاهاپارسا و مهناز راد |
| Up In Flames          | با صدای رضاشایا، مهناز راد و طاهاپارسا |
| دلم دلم دلم           | اولین قطعه با صدای شهریار سیاوش |
| The Best              | طاهاپارسا و شهریار سیاوش |
| منو ببخش              | تکخوانی طاهاپارسا (تلاش گروه به احیای هویت سابق، با حضور سکسوفون و تنظیم نسبتاً مشابه به تنظیم قطعه‌های سابق با همکاری کاوه عابدین بشدت احساس می‌شود) |

### مجموعه قطعات تجربی
به گفته طاها پارسا از ۱۳۹۳ دنگ شو، برخی از اجراها یا قطعات تجربی-پژوهشی خود را بصورت قطعاتی با برچسب Dang EXP منتشر خواهد کرد که به‌طور کلی فضای متفاوتی با فضای اصلی دنگ شو خواهند داشت.
تاکنون از مجموعه Dang EXP قطعات زیر منتشر شده‌اند:
| نام        | توضیحات |
| ---------- | --- |
| رد شو      | تنظیم متفاوت بر روی قطعه کمی آهسته‌تر از آلبوم شیراز چهل ساله                                                                            |
| تو در تو   | نوازندگی نی از اسحاق چگینی |
| دلآرام     | دنگ خوانی قطعه "یاد تو" اثر محمد سریر                                                                                                   |
| شب لب چشمه | این قطعه در سال ۲۰۲۳ به عنوان قطعه جدید در اسپاتیفای دنگ شو منتشر شد در حالی که انتشار اولیه آن با عنوان Dang EXP به سال ۲۰۱۵ بر می‌گردد |

## سازها
سازهای اصلی دنگ شو از ابتدا که توسط طاها پارسا، رضا شایا، صبا صمیمی و سپنتا مجتهدزاده شامل پیانو، ساکسیفون و تنبک می‌شوند. ابوا، فاگوت، ارکستر زهی، گروه کر، آکاردئون، کوزه، گیتار الکتریک، فلوت، کلارینت و سازهای دیگری هم در بسیاری کارهای دنگشو استفاده شده است.